# Liste des routes d'État du Maharashtra
Les routes des États de l'Inde sont des artères reliant les chefs-lieux de districts et les villes importantes de l'État et les connectant aux routes nationales ou au réseau routier des États voisins.

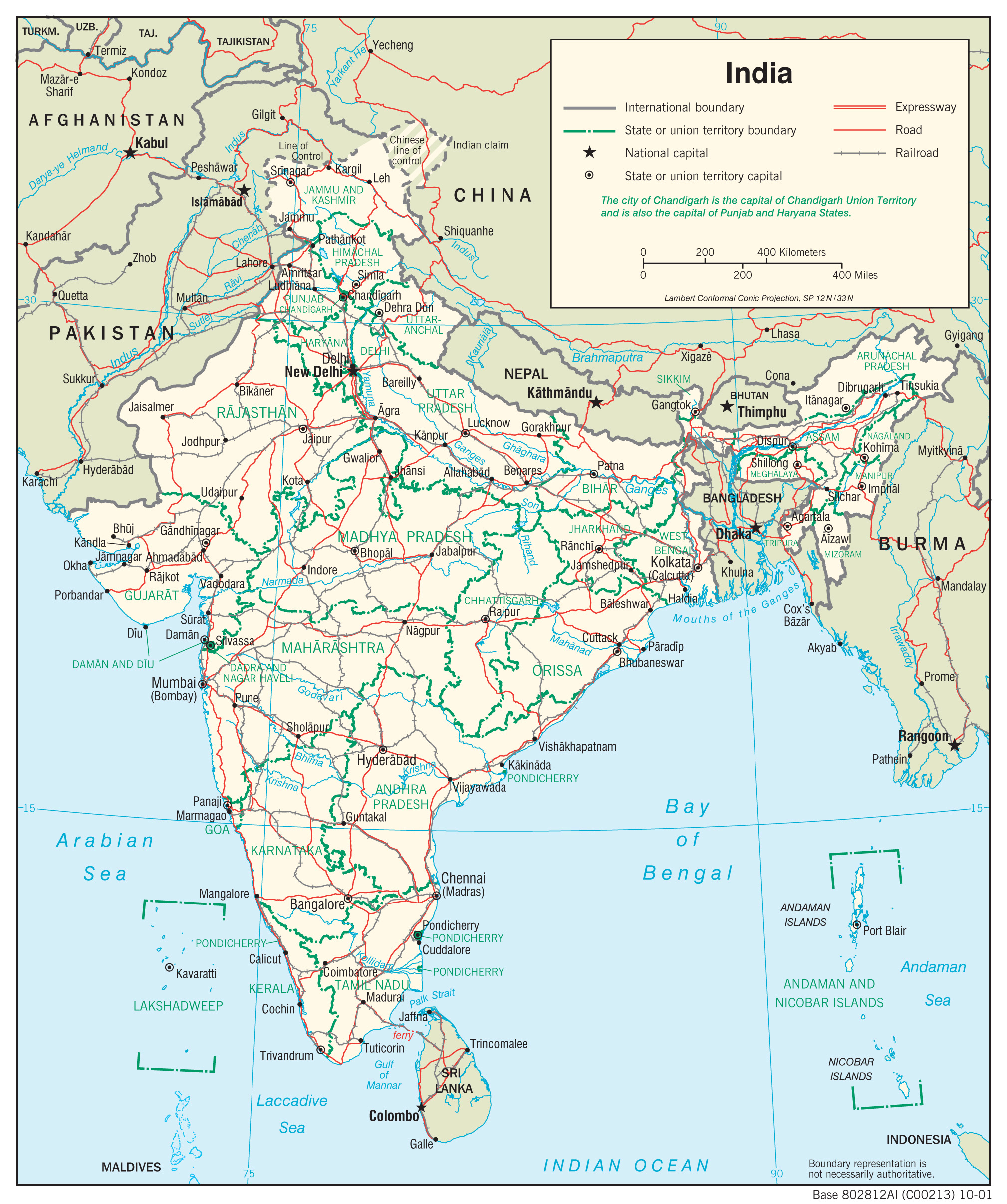
Routes de l'Inde.

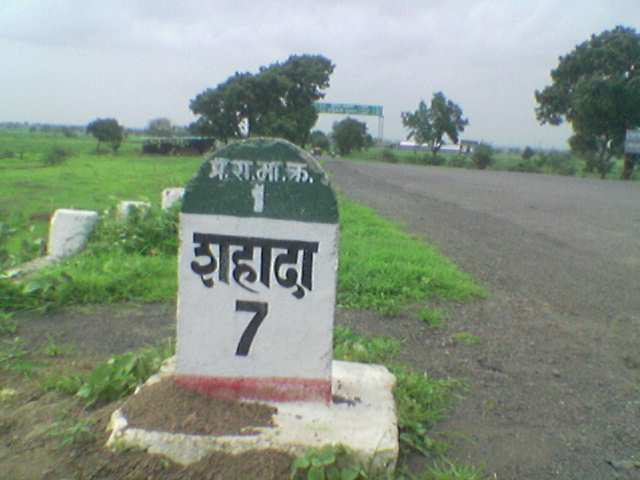
Shahada sur la route d'État N. 1 du Maharashtra.

Le Maharashtra possède 4 176 km de routes d'État :

## Routes d'État du Maharashtra
| Numéro de route d'État | Parcours | Longueur (en km) | Districts traversés                     |  |
| MH SH 1                | Shahada - Sangvi - Khamkheda - Lasur - Amalner |                  | Nandurbar, Dhule, Jalgaon               |  |
| MH SH 2                | Via MH SH 1 de Shahada - Mhasavad - Islampur (Shahada Taluka) - Lakkadkot - Ranipur (Shahada Taluka) - Nagziri - Toranmal                                                                                              |                  | Nandurbar                               |  |
| MH SH 4                | Du Maharashtra - Frontière du Madhya Pradesh - Loni (Raver Taluka) - Raver - Yawal - Chopda - Lasur - Shirpur Shahada - Talode - Akkalkuwa - Nawapada (Akkalkuva Taluka) - jusqu'à Maharashtra - Frontière du Gujarat. |                  | Jalgaon, Dhule, Nandurbar               |  |
| MH SH 5                | Du Maharashtra - frontière du Madhya Pradesh - Shahada - Prakasha - Nandurbar - Khanbada - Visarwadi |                  | Nandurbar,                              |  |
| MH SH 6                | Du Maharashtra - frontière du Gujarat - Nandurbar - Ghotane - Dondaicha - Amalner |                  | Jalgaon, Dhule, Nandurbar,              |  |
| MH SH 7                | Prakasha - Ghotane - Sakri - Pimpalner (Sakri Taluka) - Satana - Devla (??) - Chandwad - Lasalgaon - Nandgaon - Shirdi                                                                                                 |                  | Dhule, Nandurbar, Nashik                |  |
| MH SH 8                | Nandurbar - Raipur - Sakri - Dhmnar - Malegaon |                  | Dhule, Nandurbar, Nashik                |  |
| MH SH 9                | Dhanora - Khadbara - Umran - Sawrat - Raipur - Pratappur - jusqu'à Maharashtra - Frontière du Gujarat. |                  | Nandurbar                               |  |
| MH SH 10               | Dondaicha - Shevade - Mehergaon - Kusumbe - Malegaon - Manmad - Kopargaon - Rahata - Rahuri - Ahmednagar - Daund |                  | Dhule, Nashik                           |  |
| MH SH 11               | Sawalde - Sindkheda - Chimthane- Shewad - Balsane - Raipur - Sakri |                  | Dhule                                   |  |
| MH SH 12               | Kharadbari - Navpada - Nizjampur - Lamkani - Nandane - Sakhad |                  | Dhule                                   |  |
| MH SH 13               | Navapur - Raipur - Pratappur - Kudashi - Pimpalner (Sakri Taluka) - Sakri |                  | Dhule, Nandurbar,                       |  |
| MH SH 14               | Mehergaon - Dhule - Amalner - Savkheda - Chopda - Vaijapur - Maharashtra - Frontière du Madhya Pradesh. |                  | Dhule, Jalgaon                          |  |
| MH SH 15               | Arvi - Borkund - Bhadgaon (Jalgaon District) |                  | Jalgaon, Dhule                          |  |
| MH SH 16               | Aurangabad - Talvad - Nanadgaon - Malegaon - Nampur - Taharabad | 166.4            | Aurangabad, Nashik                      |  |
| MH SH 17               | Sakri - Nandurbar - Prakasha |                  | Nandurbar                               |  |
| MH SH 19               | Malegaon - Chalisgaon - Bhadgaon (Jalgaon District) - Pachora - Pahur |                  | Jalgaon                                 |  |
| MH SH 21               | Akole - Dhamangaon Pat - Bota |                  | Ahmednagar                              |  |
| MH SH 22               | Dhule - Chalisgaon - Daulatabad |                  | Dhule, Aurangabad                       |  |
| MH SH 24               | Chalisgaon - Nandgaon |                  | Jalgaon, Nashik                         |  |
| MH SH 25               | Nandgaon - Tirpale - Bhadgaon (Jalgaon district) - Erandol |                  | Jalgaon, Nashik                         |  |
| MH SH 27               | Pune - Shirur - Ahmednagar |                  | Pune, Ahmednagar                        |  |
| MH SH 42               | de la jonction de la NH 3 à Kapurbavdi ( Thane) - jusqu'à la jonction de la NH 8 près de Ghodbunder. | 15               | Thane                                   |  |
| MH SH 44               | Shahpur - Kalsubai - Akole - Sangamner - Shrirampur - Nevasa - Gevrai |                  | Thane - Ahmednagar - Parbhani           |  |
| MH SH 45               | Sinnar - Loni - Kolhar |                  | Ahmednagar                              |  |
| MH SH 46               | Malshejghat - Sangamner |                  | Ahmednagar                              |  |
| MH SH 47               | Shrirampur - |                  | Aurangabad                              |  |
| MH SH 48               | Amalner - Parola - Bhadgaon (Jalgaon District) |                  | Jalgaon, Aurangabad                     |  |
| MH SH 49               | Rahuri - Sakur |                  | Ahmednagar - Solapur                    |  |
| MH SH 50               | Shrigonda - Higni - Parner - Takli Dhokeshwar - Sakur |                  | Ahmednagar                              |  |
| MH SH 51               | Shirur - Nighoj - Belha |                  | Pune - Ahmednagar                       |  |
| MH SH 54               | Shirur - Bhimashankar |                  | Pune                                    |  |
| MH SH 55               | Shirur - Shrigonda - Jamkhed |                  | Pune, Ahmednagar                        |  |
| MH SH 60               | Ahmednagar - Nevasa - |                  | Jalna, Ahmednagar, Aurangabad           |  |
| MH SH 67               | Daund - Sidhtek - Rashin - Karmala - Osmanabad - Kanegaon - Borphal - Ausa |                  | ,Osmanabad, Latur                       |  |
| MH SH 61               | Shirur - Nhavara - Chaufulla - Morgaon - Lonand Satara |                  | Pune - Satara                           |  |
| MH SH 68               | Shevgaon - Pathardi - Kadaak - Mirajgaon - Karjat - Rashin |                  | Ahmednagar                              |  |
| MH SH 77               | Dhoki - Murud - Latur |                  | Osmanabad, Latur - Solapur              |  |
| MH SH 78               | Guhagar - Chiplun - Karad - Vita - Jath - Bijapur(Karnataka) |                  | Ratnagiri, Satara, Sangli, Bijapur      |  |
| MH SH 84               | Patur - Akola |                  | Akola                                   |  |
| MH SH 107              | Sangameshwar - Devrukh - Sakharpa |                  | Ratnagiri                               |  |
| MH SH 110              | Rajapur - Lanja - Sakharpa |                  | Ratnagiri                               |  |
| MH SH 112              | Sawantwadi - Amboli - |                  | Sindhudurg, Kolhapur                    |  |
| MH SH 115              | Vijaydurg - Talere alias Tarala - Gaganbawada - Kolhapur |                  | Sindhudurg, Kolhapur                    |  |
| MH SH 116              | Kankavli - Phondaghat - Radhanagari - Kolhapur |                  | Sindhudurg, Kolhapur                    |  |
| MH SH 123              | Sawantwadi Talavade Matond Shiroda Redi |                  |                                         |  |
| MH SH 129              | Kagal Sangav Hpari Shiradwad Lat Herwad Road |                  |                                         |  |
| MH SH 134              | Sankeshwar-Gadhinglaj-Kadgaon-Ajra-Amboli-Sawantwadi | 110              | Kolhapur, Sindhudurg                    |  |
| MH SH 137              | Miraj-Arjunwad-Shirol-Kurundwad-Frontière du Maharashtra (borgao) |                  |                                         |  |
| MH SH 141              | Solapur - Khandeshwar - Mirajgaon - Ahmednagar |                  | Solapur, Ahmednagar                     |  |
| MH SH 142              | Ahmednagar - Kaddak - Jamkhed |                  | Solapur, Ahmednagar                     |  |
| MH SH 148              | Ahmednagar - Amrapur - Shevgaon - Paithan |                  | Jalna, Parbhani, Aurangabad, Ahmednagar |  |
| MH SH 151              | Barshi - Virag - Solapur - Akalkot - Aaland |                  | Solapur                                 |  |
| MH SH 157              | Pathardi - Bhum |                  | Ahmednagar                              |  |
| MH SH 160              | Kalamb - Tandulja - Latur |                  | Latur                                   |  |
| MH SH 162              | Ambajogai - Tandulja - Murud - Kanegaon - Ujni Akalkot |                  | Bid, Latur, Osmanabad, Solapur          |  |
| MH SH 164              | Jawli - Umarga |                  | Latur, Osmanabad                        |  |
| MH SH 165              | Ausa - Jawali -Nilanga to Bhalki (KA) |                  | Latur                                   |  |
| MH SH 166              | Latur - Netur - Helamb - Devni - Sawargaon |                  | Latur                                   |  |
| MH SH 167              | Nalegaon - Netur - Lambota - Nilanga - Kasar Shilpi - Umarga |                  | Latur, Osmanabad                        |  |
| MH SH 168              | Renapur - Nalegaon - Udgir - Deglur |                  | Latur, Nanded                           |  |
| MH SH 169              | Parli - Ghatnadur - Renapur |                  | Bid, Latur                              |  |
| MH SH 171              | KhamgaonNH 6 - Janephal - Deulgaon Sakarsha- Mehkar - Lonar - Mantha |                  | Buldhana, Jalna, Parbhani               |  |
| MH SH 173              | Shegaon - Yeualkhed - Manasgaon -Warwat - Bawanbir - Tunki on MH SH 194 |                  | Buldhana, Jalna,                        |  |
| MH SH 176              | Malkapur - Buldhana - Chikhli - Deulgaon Raja - Jalna |                  | Buldhana, Jalna,                        |  |
| MH SH 178              | Kannad - Sillod - Deulgaon Raja |                  | Aurangabad, Jalna, Buldhana             |  |
| MH SH 183              | Deulgaon Raja - Sindkhed Raja - Sultanpur - Lonar - Risod - Washim -Pusad - Mahagaon |                  | Jalna, Washim, Yavatmal                 |  |
| MH SH 184              | Jalgaon - Bawdal - Pachora - Sillod |                  | Jalgaon, Auragabad                      |  |
| MH SH 186              | Pahur - Neri - Jalgaon - Idgaon - Kingaon - Waghjira - Tinsamali to MP |                  | Jalgaon                                 |  |
| MH SH 187              | Bhusawal - Yawal |                  | Jalgaon                                 |  |
| MH SH 188              | Motala - Parda - Thad - Fatepur - Wakdi - Jamner |                  | Buldhana, Jalgaon,                      |  |
| MH SH 189              | Sawda - Pal to Bhikangaon (MP) |                  | Jalgaon                                 |  |
| MH SH 190              | Nashirabad - Kunhe - Bodwad - Wakodi - Gaulkhed - Malkapur |                  | Jalgaon, Buldhana                       |  |
| MH SH 191              | Bodwad - Fatepur - Kumbhari - Wakod |                  | Jalgaon,                                |  |
| MH SH 193              | Buldhana - Dhad - |                  | Buldhana, Jalna                         |  |
| MH SH 194              | Dolarkheda -Ichhapur - Khandvi - Jalgaon Jamod - Tunki on MH SH 173 - Hiwarkhed - Akot - Daryapur - Kholapur - Dhabhori - Valgaon - Revsa - Nandgaon NH 6                                                              |                  | Buldhana, Akola, Amravati               |  |
| MH SH 195              | de Burhanpur(MP) - Umapur - Jalgaon Jamod - Sangrampur - Warwat - Telhara - Warula sur la MH SH 24 |                  | Buldhana, Akola                         |  |
| MH SH 196              | Motala - Nandura - Khandvi |                  | Buldhana                                |  |
| MH SH 197              | Arni - Digras - Manora - Mangrulpir - Mahaan - Barshitakli - Akola - Dabki - Gaigaon - Nimba - Manasgaon on MH SH 173                                                                                                  |                  | Yavatmal, Washim, Akola, Buldhana       |  |
| MH SH 198              | Patur - Wadegaon - Akola - Shegaon |                  |                                         |  |
| MH SH 199              | Chandur - Kherda - Pinjar - Barshitakli - Kapsi - Wadegaon - Ambetakli - Undri - Warwand on MH SH 24 |                  | Washim, Akola, Buldhana                 |  |
| MH SH 200              | Akola - Lakhpuri - Durgwada - Shelubazar - Runmochan - Bhatkuli - Amravati |                  | Akola, Amravati                         |  |
| MH SH 201              | Kinkhed - Dahihanda - Daryapur - Chandurbazar |                  | Akola, Amravati                         |  |
| MH SH 203              | Dhulghat - Asalwada - Chikhaldara - Achalpur - Chandurbazar |                  | Amravati                                |  |
| MH SH 204              | Patur - Kapasi - Akola - Dewri - Warula - Akot - Jhira - Harisal on MH SH 6 |                  | Parbhani, Washim, Akola, Amravati       |  |
| MH SH 205              | Chikhi - Amdapur |                  | Buldhana                                |  |
| MH SH 206              | Chikhli - Mehkar - |                  | Buldhana                                |  |
| MH SH 207              | Mehkar - Malegaon - Karanja - Pimpalgaon - Yevti - Talegaon |                  | Buldhana, Washim, Amravati              |  |
| MH SH 209              | Washim - Dhanora - Mangrulpir |                  | Washim                                  |  |
| MH SH 210              | Khapri - Darwha - Jawala - Mangrul - Ghatanji - Karegaon |                  | Washim, Yavatmal                        |  |
| MH SH 211              | Karanja - Nainy - Khapri - Manora |                  | Washim                                  |  |
| MH SH 212              | Yavatmal - Darwha - Karanja - Murtajapur - Daryapur - Anjangaon |                  | Yavatmal, Washim, Akola, Amravati       |  |
| MH SH 213              | Darwha - Digras - Pusad |                  | Yavatmal                                |  |
| MH SH 215              | Pusad - Kalamnuri |                  | Yavatmal - Hingoli                      |  |
| MH SH 217              | Gangakhed - Kingaon - Dhalegaon - Ahmedpur (Latur) - Shirur Tajband - Udgir - Torgi à Bidar (KA) |                  | Parbhani, Latur                         |  |
| MH SH 219              | Gangakhed - Ujani |                  | Parbhani, Latur                         |  |
| MH SH 222              | Udgir - Kandhar |                  | Latur, Nanded                           |  |
| MH SH 225              | Shiru Tajband - Mukhed |                  | Latur, Nanded                           |  |
| MH SH 232              | Mahagaon - Kinwat |                  | Yavatmal                                |  |
| MH SH 233              | Chimur - Warora - Wani - Rajani - Kelapur - Parwa |                  | Chandrapur, Yavatmal, Ganchiroli,       |  |
| MH SH 234              | Parwa - Mangi - Kadori - Patan - Mukutban - Purad - Mohada |                  | Yavatmal                                |  |
| MH SH 236              | Sangvi on MH SH 212 - Ner - Babhulgaon - Kalamb - Ralegaon - Pimpalapur - Wani - Shivpur - Mohada - Kurai |                  | Yavatmal                                |  |
| MH SH 237              | Ghatanji - Ramnagar - Yavatmal - Babhulgaon - Tiosa - Kurha - Dharangaon |                  | Amravati                                |  |
| MH SH 239              | Valgaon - Naya Aikheda - Jarwadi - Chandurbazar |                  | Amravati                                |  |
| MH SH 240              | Chandurbazar - Morshi - Salburdi |                  | Amravati                                |  |
| MH SH 241              | Nandgaon - Chandur - Kurha - Arvi(Wardha) |                  | Amravati                                |  |
| MH SH 243              | (suite de la MSH 6) - Amravati - Chandur - Pulgaon - Hinganghat - Jamb (NH 7) - (continue à Chandrapur, MH & Asifabad, AP via MSH 264)                                                                                 |                  | Amravati. Wardha                        |  |
| MH SH 244              | (de Yavatmal via MSH3) - Pulgaon - Arvi - Talegaon (on NH6) - Ashti - Warud to Multai (MP) |                  | Wardha, Amravati                        |  |
| MH SH 245              | Karanja - Bharsinngi |                  | Wardha                                  |  |
| MH SH 246              | Sawargaon - Narkhed - Mowad |                  | Nagpur                                  |  |
| MH SH 247              | Katol - Sonegaon |                  | Nagpur, Wardha                          |  |
| MH SH 248              | Warud - Jalalkhed Katol - Nagpur |                  | Nagpur, Amravati                        |  |
| MH SH 249              | Saoner - Parseoni - Ramtek - Tumsar - Gondia |                  | Nagpur, Bhandara, Gondiya               |  |
| MH SH 250              | Bazargaon - Doli |                  | Nagpur,                                 |  |
| MH SH 253              | Mouda - Ramtek |                  | Nagpur,                                 |  |
| MH SH 255              | Nagpur - Hingna |                  | Nagpur,                                 |  |
| MH SH 257              | Ghatanji - Parwa - |                  | Yavatmal                                |  |
| MH SH 258              | Girad - Magurd |                  | Wardha, Nagpur,                         |  |
| MH SH 261              | Kuhi - Umred |                  | Nagpur,                                 |  |
| MH SH 262              | Butibori - Umred |                  | Nagpur,                                 |  |
| MH SH 264              | (de Nagpur via NH7 - Jamb - Warora - Chandrapur - Rajura - Maharashtra - Frontière de l'Andhra Pradesh. | 112              | Wardha, Chandrapur,                     |  |